# Пожарная сигнализация

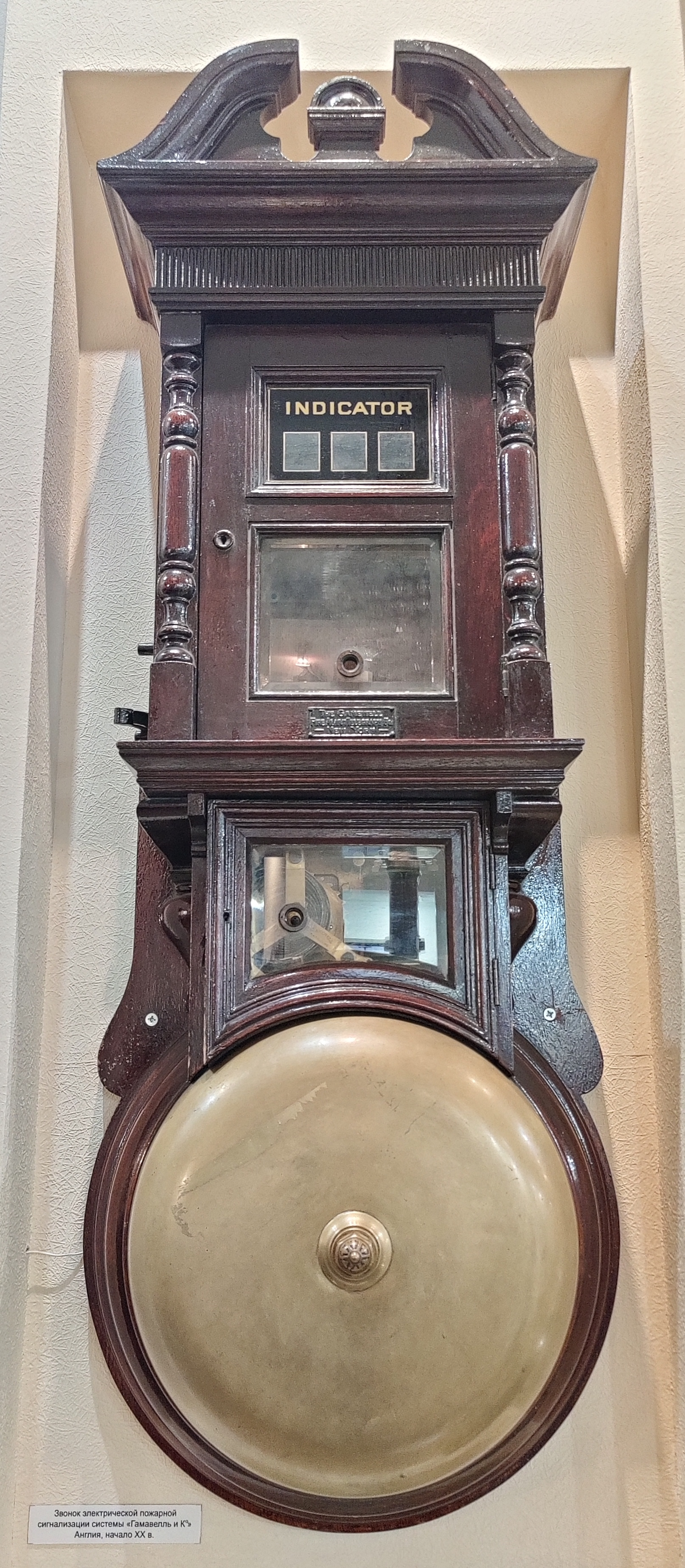
Звонок электрической пожарной сигнализации системы «Гамавелль и Ко», начало XX века.

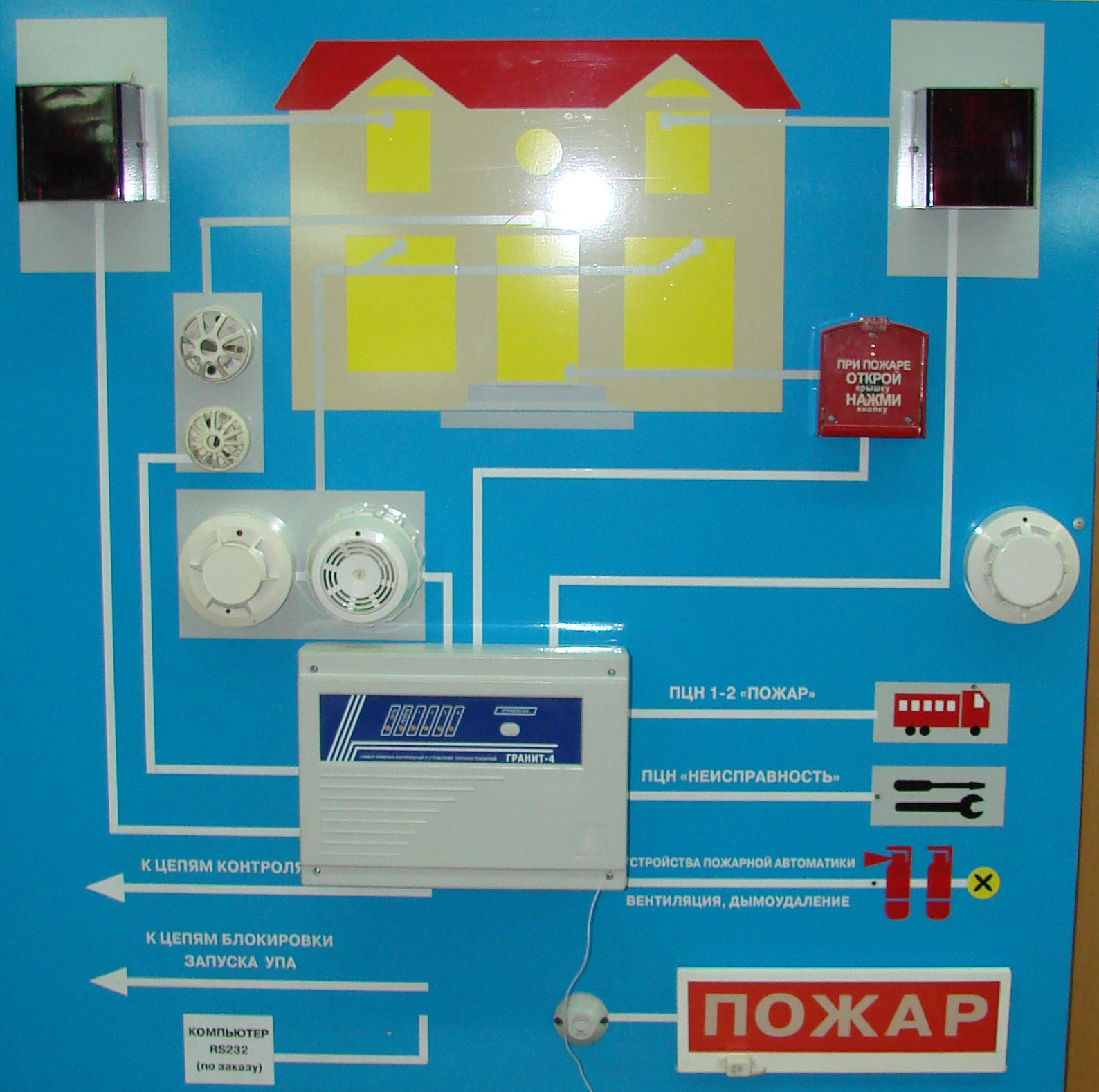
Стенд-схема системы пожарной сигнализации

Пожарная сигнализация — тревожная сигнализация, обеспечивающая процесс получения, обработки, передачи и представления информации о пожаре в заданном виде. В настоящее время реализуется с использованием специальных технических средств, соовокупность которых в законодательстве ЕАЭС  называется система пожарной сигнализации.:п. 6
Пожарная сигнализация являются разновидностью измерительных информационных систем, включает в себя измерительные устройства и средства обработки информации. В отличие от большинства измерительных систем, установки пожарной сигнализации определяют не количественное значение контролируемого параметра, а лишь его отклонение в сторону больше допустимой. Обработка результатов сводится в основном к получению данных о месте возникновения пожароопасной ситуации. Требования к быстродействию систем являются крайне жесткими наряду с почти полным отсутствием требований к накоплению информации.:51

## Регулирование
В СССР установки пожарной сигнализации рассматривались в качестве пожарной техники (технического средства) наряду с автоцистерной или огнетушителем, при этом приборы приемно-контрольные пожарные и извещатели в качестве самостоятельных технических средств не рассматривались. Для сочетания из извещателя и приемного устройства ранее использовались термины сигнализатор загорания, сигнализатор пожара.  В российском техническом регламенте пожарная сигнализация относилась к пожарной технике наряду с пожарными извещателями и приборами приемно-контрольными пожарными до 2022 года.  В техническом регламенте ЕАЭС система пожарной сигнализации к техническим средствам не относится. Термин установка (система, станция) использовался в качестве вида изделия в системе чертежного хозяйства, действовавшей в СССР до 1971 года. При переходе к единой системе конструкторской документации (ЕСКД) его использовать прекратили, заменив на комплекс. Для охранно-пожарной и охранной сигнализации использовался термин комплекс.
Существует вид средств обеспечения пожарной безопасности: технические средства, функционирующие в составе систем пожарной сигнализации.:прил.

### Услуги по монтажу

#### Строительство
В рамках классификации основных продуктов ООН установка противопожарной сигнализации (подкласс 54612) входит в класс 5461 электромонтажные работы, группу 546 работы по монтажу оборудования, раздел 54 строительные услуги. При этом установка пожарной сигнализации отличается от других видов электромонтажных работ (электропроводка и установка электроарматуры, установка противовзломной (охранной) сигнализации, установка антенн для жилых помещений, прочие электромонтажные работы). Работы по монтажу разбрызгивающей системы пожаротушения, пожарных кранов с рукавами относят к подклассу 54621 водопроводные работы. Также существует раздел 87 услуги по обслуживанию, ремонту и установке (кроме строительства) с группой 873 услуги по установке оборудования (кроме строительства). Международный классификатор основных продуктов, утвержденный Статистической комиссией Секретариата Организации Объединенных Наций (Central Products Classification) становится обязательным после включения данных секторов услуг в единый рынок услуг в рамках ЕАЭС. Установка пожарной сигнализации включена в единый рынок услуг 21 января 2022 года.
В рамках общероссийского классификатора продукции по видам экономической деятельности (ОКПД 2) работы по монтажу систем пожарной сигнализации и охранной сигнализации на строительной площадке (категория 43.21.10.140) входят в вид 43.21.10 работы электромонтажные, подкласс 43.2  работы электромонтажные, работы по монтажу водопроводных и канализационных систем и прочие строительно-монтажные работы, класс 43 работы строительные специализированные.

#### Монтаж в существующих зданиях
С 1993 по 2002 год Государственной противопожарной службой МВД России лицензировался монтаж, наладка, ремонт и техническое обслуживание оборудования и систем противопожарной защиты (за исключением отнесенных к строительной деятельности). С 2002 года лицензированию подлежит производство работ по монтажу, ремонту и обслуживанию средств обеспечения пожарной безопасности зданий и сооружений.

### Нормативное регулирование
- ОСТ 40118 Общие правила устройства электрической пожарной сигнализации (Взамен ОСТ 1707) Утв. 29/XII-1938 г. Главным управлением пожарной охраны НКВД СССР[24]
- 15 мая 1948 г. утвержден ГОСТ 4186-48. Сигнализация тревожная электрическая. Правила и нормы (взамен ОСТ 40118) со сроком введения с 1 августа 1948 г. Стандарт содержал правила и нормы, которыми следовало руководствоваться при устройстве электрической тревожной сигнализации, предназначенной для подачи вручную или автоматически быстрого извещения о происшествии в места сосредоточения сил и средств пожарной или сторожевой охраны.[25]
- СНиП 2.04.09-84 Пожарная автоматика зданий и сооружений
- Наставление по технической эксплуатации средств охранно-пожарной сигнализации подразделениями вневедомственной охраны при органах внутренних дел Российской Федерации (Приказ МВД РФ от 31.01.1994 N 35 )
- НПБ 88-2001 Установки пожаротушения и сигнализации. Нормы и правила проектирования
- СП 5.13130.2009. Системы противопожарной защиты. Установки пожарной сигнализации и пожаротушения автоматические
- СП 484.1311500.2020 Системы противопожарной защиты. Системы пожарной сигнализации и автоматизация систем противопожарной защиты. Нормы и правила проектирования
- СП 486.1311500.2020 Системы противопожарной защиты. Перечень зданий, сооружений, помещений и оборудования, подлежащих защите автоматическими установками пожаротушения и системами пожарной сигнализации. Требования пожарной безопасности

## История
В Москве пожарная сигнализация впервые была установлена в 1907 году в Китай-городе.

## Технические средства пожарной сигнализации
В пожарной сигнализации используются кабели для сигнализации и блокировки.
Состав:
- Извещатели пожарные автоматические (дымовые, тепловые, пламени, газовые или комбинированные)
- Извещатели пожарные ручные
- Прибор приемно-контрольный (ППК)
- Релейный блок — по необходимости
- Источник бесперебойного электропитания
- Вспомогательные элементы пожарных шлейфов
- Вспомогательные устройства канала передачи сообщений (повторители, преобразователи и др.)

Пожарная и охранная сигнализации на объекте могут быть объединены в охранно-пожарную систему (ОПС) с использованием общего ППК, канала связи и некоторых других элементов.